# جائزة غرامي لأفضل ألبوم موسيقى بديلة
جائزة الغرامي لأفضل ألبوم موسيقى بديلة (بالإنجليزية: Grammy Award for best Alternative music album)‏ هي جائزة تقدمها الأكاديمية الوطنية لتسجيل الفنون والعلوم (NARAS) سنويا ضمن حفل توزيع جوائز الغرامي،لأفضل موسيقى بديلة.